# Таме-Лаури
Таме-Лаури (на естонски: Tamme-Lauri) е най-старото и дебело дърво в Естония.
Разположен в област Въру, дъбът има височина 17 m и обиколка на 1,3 m над земята 831 cm. Предполага се, че е поникнал през 1326 година.
Дъбът Таме-Лаури е изобразен на гърба на банкнотите от 10 крони, използвани през 1991-2011 година.